# BMF (singolo)
BMF è un singolo della cantautrice statunitense SZA, pubblicato il 7 gennaio 2025 come terzo estratto dalla riedizione del secondo album in studio Lana.

## Antefatti
BMF è un brano che era stato inizialmente concepito per SOS, il secondo album in studio di SZA. In origine, la canzone si intitolava Boy from South Detroit ma al momento della pubblicazione dell'album, il manager di SZA, Punch, decise di escluderla dalla tracklist, ritenendola non abbastanza incisiva. Nelle settimane antecedenti alla pubblicazione di SOS, la rivista britannica The Line of Best Fit riportò che la cantante e rapper statunitense Lizzo avrebbe preso parte al brano. Tuttavia, nella riedizione Lana, la traccia è stata pubblicata senza alcuna collaborazione.

## Descrizione
La canzone è riconducibile al genere bossa nova e contiene un'interpolazione del brano del 1962 Garota de Ipanema, composto dal musicista brasiliano Antônio Carlos Jobim. La versione di Stan Getz e Astrud Gilberto viene, infatti, utilizzata nell'hook: "The boy from South Detroit keep bossin' / And I can't keep my panties from dropping". Il riferimento a "South Detroit" è un richiamo al brano Don't Stop Believin' della band americana Journey. Oltre a Detroit, la cantante cita anche una strada di Los Angeles, Slauson Avenue. Secondo Rob Sheffield del Rolling Stone, la menzione è una dedica al rapper statunitense Nipsey Hussle, morto nella stessa via a causa di colpi d'arma da fuoco.

## Formazione
- SZA – voce
- Omer Fedi – produzione
- Carter Lang – produzione
- Blake Slatkin – produzione
- Michael Uzowuru – produzione aggiuntiva
- Tommy Turner – ingegneria del suono
- Dale Becker – mastering
- Jon Castelli – missaggio
- Adam Burt – assistenza al mastering
- Noah McCorkle – assistenza al mastering

## Classifiche
| Classifica (2024) | Posizione massima |
| ----------------- | ----------------- |
| Australia         | 16                |
| Canada            | 24                |
| Filippine         | 4                 |
| Irlanda           | 24                |
| Malaysia          | 8                 |
| Nuova Zelanda     | 10                |
| Regno Unito       | 21                |
| Singapore         | 9                 |
| Stati Uniti       | 29                |

## Date di pubblicazione
| Paese       | Data            | Formato                | Nota   |
| ----------- | --------------- | ---------------------- | ------ |
| Stati Uniti | 7 gennaio 2025  | Contemporary hit radio | [ 3 ]  |
| Italia      | 17 gennaio 2025 | Contemporary hit radio | [ 18 ] |